# Lonchaea nexosa
Lonchaea nexosa är en tvåvingeart som beskrevs av Mcalpine 1964. Lonchaea nexosa ingår i släktet Lonchaea och familjen stjärtflugor. Inga underarter finns listade i Catalogue of Life.